# Comuna Borove, Rokîtne
Borove (în ucraineană Борове) este o comună în raionul Rokîtne, regiunea Rivne, Ucraina, formată din satele Borove (reședința) și Netreba.

## Demografie
Componența lingvistică a comunei Borove
     Ucraineană (99,71%)
     Alte limbi (0,21%)
Conform recensământului din 2001, majoritatea populației comunei Borove era vorbitoare de ucraineană (99,71%), existând în minoritate și vorbitori de alte limbi.